# Michael Jacksons singeldiskografi

## Singlar utgivna påMotown
| År   | Låttitel                                 | Album                            |
| ---- | ---------------------------------------- | -------------------------------- |
| 1971 | "Got To Be There"                        | Got to Be There                  |
| 1972 | "Rockin' Robin"                          | Got to Be There                  |
| 1972 | "I Wanna Be Where You Are"               | Got to Be There                  |
| 1972 | "Aint No Sunshine"                       | Got to Be There                  |
| 1972 | "Ben"                                    | Ben                              |
| 1973 | "With A Child's Heart"                   | Music and Me                     |
| 1973 | "Music And Me"                           | Music and Me                     |
| 1975 | "We're Almost There"                     | Forever, Michael                 |
| 1975 | "Just A Little Bit Of You"               | Forever, Michael                 |
| 1978 | "Ease On Down The Road" (med Diana Ross) | The Wiz                          |
| 1978 | "You Can't Win"                          | The Wiz                          |
| 1979 | "A Brand New Day" (med Diana Ross)       | The Wiz                          |
| 1981 | "One Day in Your Life"                   | One Day in Your Life             |
| 1984 | "Farewell My Summer Love"                | Farewell My Summer Love          |
| 1984 | "Ease On Down The Road" (nysläpp)        | The Wiz                          |
| 1984 | "Girl You're So Together"                | Farewell My Summer Love          |
| 1988 | "Get It" (med Stevie Wonder)             | Characters (Stevie Wonder album) |

## Singlar utgivna påEpic Records
| År   | Låttitel                                            | Album                           |
| ---- | --------------------------------------------------- | ------------------------------- |
| 1979 | "Don't Stop 'Til You Get Enough"                    | Off The Wall                    |
| 1979 | "Off The Wall"                                      | Off The Wall                    |
| 1980 | "Rock With You"                                     | Off The Wall                    |
| 1980 | "She's Out Of My Life"                              | Off The Wall                    |
| 1980 | "Girlfriend"                                        | Off The Wall                    |
| 1982 | "The Girl Is Mine" (med Paul McCartney)             | Thriller                        |
| 1983 | "Billie Jean"                                       | Thriller                        |
| 1983 | "Beat It"                                           | Thriller                        |
| 1983 | "Wanna Be Startin' Somethin'"                       | Thriller                        |
| 1983 | "Human Nature"                                      | Thriller                        |
| 1983 | "P.Y.T. (Pretty Young Thing)"                       | Thriller                        |
| 1983 | "Thriller"                                          | Thriller                        |
| 1987 | "I Just Can't Stop Loving You (med Siedah Garrett)" | Bad                             |
| 1987 | "Bad"                                               | Bad                             |
| 1987 | "The Way You Make Me Feel"                          | Bad                             |
| 1988 | "Man in the Mirror"                                 | Bad                             |
| 1988 | "Dirty Diana"                                       | Bad                             |
| 1988 | "Another Part Of Me"                                | Bad                             |
| 1988 | "Smooth Criminal"                                   | Bad                             |
| 1989 | "Leave Me Alone"                                    | Bad                             |
| 1989 | "Liberian Girl"                                     | Bad                             |
| 1991 | "Black or White"                                    | Dangerous                       |
| 1992 | "Remember The Time/Come Together"                   | Dangerous                       |
| 1992 | "In the Closet"                                     | Dangerous                       |
| 1992 | "Who is it"                                         | Dangerous                       |
| 1992 | "Jam"                                               | Dangerous                       |
| 1992 | "Heal the World"                                    | Dangerous                       |
| 1993 | "Give In To Me"                                     | Dangerous                       |
| 1993 | "Will You Be There" (från Rädda Willy)              | Dangerous                       |
| 1993 | "Gone too Soon"                                     | Dangerous                       |
| 1995 | "Scream/Childhood" (med Janet Jackson)              | HIStory                         |
| 1995 | "You Are Not Alone"                                 | HIStory                         |
| 1995 | "Earth Song"                                        | HIStory                         |
| 1995 | "This Time Around" (promo)                          | HIStory                         |
| 1996 | "They Don't Care About Us"                          | HIStory                         |
| 1996 | "Stranger in Moscow"                                | HIStory                         |
| 1997 | "Blood On The Dance Floor"                          | Blood on the Dancefloor         |
| 1997 | "HIStory/Ghosts"                                    | Blood on the Dancefloor         |
| 1997 | "Smile/Is It Scary" (Promo)                         | HIStory/Blood on the Dancefloor |
| 2001 | "You Rock My World"                                 | Invincible                      |
| 2001 | "Cry"                                               | Invincible                      |
| 2002 | "Butterflies" (promo)                               | Invincible                      |
| 2003 | "One More Chance"                                   | Number Ones                     |
| 2004 | "Cheater" (promo)                                   | The Ultimate Collection         |
| 2006 | "Thriller" (nysläpp)                                | Visionary - The Video Singles   |
| 2006 | "Don't Stop 'Til You Get Enough" (nysläpp)          | Visionary - The Video Singles   |
| 2006 | "Rock With You" (nysläpp)                           | Visionary - The Video Singles   |
| 2006 | "Billie Jean" (nysläpp)                             | Visionary - The Video Singles   |
| 2006 | "Beat It " (nysläpp)                                | Visionary - The Video Singles   |
| 2006 | "Bad" (nysläpp)                                     | Visionary - The Video Singles   |
| 2006 | "The Way You Make Me Feel" (nysläpp)                | Visionary - The Video Singles   |
| 2006 | "Dirty Diana" (nysläpp)                             | Visionary - The Video Singles   |
| 2006 | "Smooth Criminal" (nysläpp)                         | Visionary - The Video Singles   |
| 2006 | "Leave Me Alone" (nysläpp)                          | Visionary - The Video Singles   |
| 2006 | "Black or White" (nysläpp)                          | Visionary - The Video Singles   |
| 2006 | "Remember The Time" (nysläpp)                       | Visionary - The Video Singles   |
| 2006 | "In the Closet" (nysläpp)                           | Visionary - The Video Singles   |
| 2006 | "Jam" (nysläpp)                                     | Visionary - The Video Singles   |
| 2006 | "Heal the World" (nysläpp)                          | Visionary - The Video Singles   |
| 2006 | "You are not alone" (nysläpp)                       | Visionary - The Video Singles   |
| 2006 | "Earth Song" (nysläpp)                              | Visionary - The Video Singles   |
| 2006 | "They Don't Care About Us" (nysläpp)                | Visionary - The Video Singles   |
| 2006 | "Blood on the dancefloor" (nysläpp)                 | Visionary - The Video Singles   |

## Singlar utgivna på annat skivbolag
| År   | Låttitel                           | Album                           |
| ---- | ---------------------------------- | ------------------------------- |
| 1983 | "Say Say Say" (med Paul McCartney) | Pipes of Peace (Paul McCartney) |